# یواس‌اس لینکس (۱۸۱۴)
یواس‌اس لینکس (۱۸۱۴) (به انگلیسی: USS Lynx (1814)) یک کشتی بود که طول آن ۸۰ فوت (۲۴ متر) بود. این کشتی در سال ۱۸۱۴ ساخته شد.